# Roger de Montgomerie
Roger de Montgomerie, 1. hrabia Shrewsbury (zm. 27 lipca 1094) – rycerz normandzki, przyjaciel i doradca Wilhelma Zdobywcy, hrabia Alençon. W 1074 kreowany na hrabię Shrewsbury. Wzniósł tam zamek, który chronił granicę Anglii przed Walijczykami.
Po jego śmierci jego starszy syn, Robert of Bellême, odziedziczył normandzkie włości Rogera, natomiast hrabią Shrewsbury został Hugh of Montgomery.